# Gablitz
Gablitz – gmina targowa w Austrii, w kraju związkowym Dolna Austria, w powiecie St. Pölten-Land. Liczy 4 747 mieszkańców (1 stycznia 2014). Do 31 grudnia 2016 należała do powiatu Wien-Umgebung.